# 김윤미 (성우)
김윤미(1968년 5월 25일 ~ )는 대한민국의 성우이다. 1989년 EBS 11기 공채 성우로 데뷔하였다.

## 주요 출연작품

### 애니메이션
- 포텐독 (EBS) - 하르멍그
- 4학년 2반 아이들 (EBS)
- 그리스 로마 신화 전설의 수호자들 (EBS) - 판도라
- 꼬마산타 니콜라스 (EBS)
- 꼬마천사 지지 (EBS) - 엄마
- 꿀꿀! 페파는 즐거워 (EBS) - 페파 엄마
- 레다카이 (재능TV) - 마야
- 로빈은 사춘기 (EBS) - 카렌
- 리틀 프린세스 (EBS) - 왕비
- 마야의 모험 (EBS)
- 별난 깜찍 수호천사 (EBS) - 엄마
- 생쥐의 세계여행 (EBS) - 몰리
- 세계명작동화 (EBS) - '노아의 방주'편 사라 / '엄지공주'편 숲의 여왕, 다람쥐
- 소피는 말썽꾸러기 (EBS) - 엘리사
- 심슨 가족 (EBS)
- 아빠비버의 옛날 이야기 (EBS) - 그리노뜨
- 어린 왕자 (EBS)
- 워터십 다운의 토끼들 (EBS) - 핍킨 / 버터컵
- 유령성의 오싹오싹 이야기 (EBS) - 랜디
- 이누야샤 (애니원) - 이자요이
- 잠의 요정 나일러스 (EBS) - 케빈
- 접속 트윕시 (EBS) - 엄마
- 쥬얼펫 (재능TV) - 민트 / 핼라이트 선생님
- 출동! 소방관 샘 (EBS) - 페니
- 파워퍼프걸 (SBS) - 사라
- 행복한 퍼시 아저씨 (EBS) - 고슴도치

### 영화
- 레슬링 소년 제이스 (EBS)
- 마디타와 리사벳 (EBS) - 엄마 (모니카 노드퀴스트)
- 마법사, 롬바르도 (EBS) - 여사장 (리사 닐슨)
- 말썽꾸러기 로타 (EBS) - 엄마 (베아트리체 야라스)
- 배트맨과 로빈 (SBS) - 줄리 (엘 맥퍼슨)
- 백 투 더 퓨처 2 (SBS)
- 브래스드 오프 (SBS)
- 빨간머리 앤(영어판) (EBS) - 스테이시 선생님 (마릴린 리잇스톤)
- 세인트 (SBS)
- 소년 탐정단 - 해골 섬의 비밀을 찾아서 (EBS)
- 시끌벅적 마을의 아이들 - 여름 그리고 가을 (EBS)
- 원시소년 바타의 모험 (EBS)
- 칼라의 소망 (EBS)
- 헬렌 켈러의 위대한 스승, 애니 설리번 (EBS) - 케이트 켈러 (케이트 그린하우스)
- 못말리는 로타 (EBS) - 엄마 (베아트리체 야라스)
- 나 그리고 나 (EBS) - 엄마 (로리 할리어)
- 우주소녀 제논 (EBS) - 제논 엄마 (수잔 브래디)

### 외화
- 테일러는 12살 (EBS)

### 방송
- 음악천재 (방송대학TV)

### 광고
- 삼성생명
- 오뚜기 진라면
- 서울우유
- 현대자동차 EF쏘나타
- 한국통신 (KT)
- 구몬학습
- 아이오페 - 전인화편
- 현대자동차 싼타페
- 두산아파트
- 라그베르 - 김남주편
- 제일투자신탁증권
- 월드메르디앙아파트
- 한샘 한국인의 힘 (순창고추장)